# جيف هاريس (رجل أعمال)
جيف هاريس (بالإنجليزية: Geoff Harris)‏ هو شخصية أعمال أسترالي، ولد في 1952.